# ناحية القريتين
ناحية القريتين إحدى نواحي سوريا تتبع إداريّاً لمحافظة حمص منطقة حمص ومركزها بلدة القريتين، بلغ تعداد سكان الناحية 16,795 نسمة حسب التعداد السكاني لعام 2004.

## بلدات وقرى ناحية القريتين
القريتين، التياس (الصفا)، وادي شرقي.